# You Make Me Feel (Mighty Real)
"You Make Me Feel (Mighty Real)" um single de disco music do cantor norte-americano Sylvester. A canção, lançada em 1978, foi escrita por James Wirricke e por Sylvester e aparece no seu álbum Step II.

## Informações
A letra de "You Make Me Feel (Mighty Real)" celebra a vida, os prazeres simples como beijos, abraços, a dança e o mundo da disco. Com diversos efeitos sonoros, palmas combinadas e a interpretação em falsete de Sylvester, a canção tornou-se um clássico atemporal. A canção foi a primeira de Sylvester sucesso no Top 10 do Reino Unido, onde alcançou a posição # 8 no UK Singles Chart em outubro de 1978. Nos Estados Unidos, o single foi seu segundo  Top 40, atingindo 36ª colocação na tabela Billboard Hot 100 e a posição 20ª no Billboard R&B/Hip-Hop Songs. O single foi lançado em 1978 com "Disco Heat" no lado A e "You Make Me Feel (Mighty Real)" no lado B, e ambos foram populares nas danceterias da época. As duas músicas atingiram a primeiro lugar na Billboard Hot Dance Club Songs onde permaneceram durante seis semanas entre agosto e setembro de 1978. Estas duas canções ajudaram a estabelecer a carreira de Sylvester como um notável intérprete de música dance e disco, tanto nos Estados Unidos quanto no exterior.
"You Make Me Feel (Mighty Real)" foi regravada por outros músicos, incluindo o cantor britânico Jimmy Somerville, ex-integrante das  bandas Bronski Beat e The Communards. Sua versão cover da canção de 1989 alcançou a posição # 5 no UK Singles Chart em janeiro de 1990  e tornou-se a versão que mais avançou na tabela musical do Reino Unido, superando a versão original. A versão de Somerville aparece em seu primeiro álbum solo, Read My Lips.
Em 1991, a atriz e comediante Sandra Bernhard gravou sua própria versão do single, que é uma homenagem a Sylvester, em seu álbum   Excuses for Bad Behavior (Part One). Uma série de singles remixados foram lançados em 1994 e alcançando a posição # 13 na Billboard Hot Dance Club Play em final de 1994.
A gravação do cantor de house music Byron Stingily, ex-integrante da banda Ten City, atingiu a 1ª colocação na tabela musical de dance music norte-americana, onde passou uma semana no topo do gráfico em março 1998. Embora tenha havido casos em que a mesma canção, gravada por dois artistas diferentes, na tabela Billboard Hot Dance Clube Play é de ocorrência bastante rara ("Don't Leave Me This Way" é um exemplo). Esta versão também atingiu # 13 no Reino Unido.

## Mídia
A versão de Sylvester foi executada na telenovela brasileira Pecado Rasgado, de 1978; foi apresentada no documentário The Times of Harvey Milk de 1984, onde  Sylvester é visto; no filme "54" de 1998 , bem como no filme Milk, de 2008. O estilo da canção "Blue Monday" da banda New Order foi influenciada pela canção de Sylvester; Danny Devito dança esta canção na festa de despedia de solteira de Phoebe no sitcom Friends no episódio "The One Where the Stripper Cries" (10 ª temporada, episódio 11); No filme de Chris Rock, Head of State, a música toca quando o personagem de Rock está em um clube gay; a canção do "Hot Dog" de LMFAO  em seu álbum de 2011 Sorry for Party Rocking tem progressão muito semelhante e é claramente influenciada por "You Make Me Feel (Mighty Real)". "Fly Away (Bye Bye)", uma canção de 2000 de Eyes Cream incluiu uma amostra de "You Make Me Feel (Mighty Real)" durante a música

## Desempenho em tabelas musicais

### Posições
| Tabelas (1978)                                       | Posição |
| ---------------------------------------------------- | ------- |
| Alemanha                                             | 35      |
| Áustria                                              | 14      |
| Estados Unidos Billboard Hot 100                     | 36      |
| Estados Unidos Billboard Hot Dance Club Songs        | 1       |
| Estados Unidos Billboard Billboard R&B/Hip-Hop Songs | 20      |
| Países Baixos (Dutch Top 40)                         | 26      |
| Suécia                                               | 14      |
| Suíça                                                | 6       |
| Reino Unido (The Official Charts Company)            | 8       |

### Sucessões
| Precedido por "Hot Shot" por Karen Young | Billboard Hot Dance Club Play Single número um junto com "Dance (Disco Heat)" 19 de agosto de 1978 - 23 de setembro de 1978 | Sucedido por "Keep on Jumpin'" / "In the Bush" por Musique |